# 康南杜鹃
康南杜鹃（学名：Rhododendron wongii），为杜鹃花科杜鹃花属下的一个植物种。